# Saint-Sérotin
Saint-Sérotin es una localidad y comuna francesa situada en la región de Borgoña, departamento de Yonne, en el distrito de Sens y cantón de Pont-sur-Yonne.

## Demografía
| 446 | 506 | 495 | 492 | 517 | 502 | 472 | 462 | 444 | 414 | 365 | 331 | 353 | 284 | 292 | 369 | 266 | 240 | 238 | 251 | 287 | 341 | 437 | 507 |
| Para los censos de 1962 a 1999 la población legal corresponde a la población sin duplicidades (Fuente: INSEE [Consultar]) |     |     |     |     |     |     |     |     |     |     |     |     |     |     |     |     |     |     |     |     |     |     |     |